# Comuna Sosniv, Terebovlea
Sosniv (în ucraineană Соснів) este o comună în raionul Terebovlea, regiunea Ternopil, Ucraina, formată din satele Honcearkî, Rakoveț și Sosniv (reședința).

## Demografie
Componența lingvistică a comunei Sosniv
     Ucraineană (99,9%)
     Alte limbi (0,1%)
Conform recensământului din 2001, majoritatea populației comunei Sosniv era vorbitoare de ucraineană (99,9%), existând în minoritate și vorbitori de alte limbi.